# Ярош Анатолій Петрович
Анатолій Петрович Ярош (25 жовтня 1952, Перевальськ, Ворошиловградська область) — радянський український легкоатлет, фахівець зі штовхання ядра. Виступав за збірну СРСР з легкої атлетики у 1970-х роках, володар срібної медалі Універсіади в Римі, переможець та призер першостей всесоюзного значення, учасник літніх Олімпійських ігор у Москві. Майстер спорту СРСР міжнародного класу. Тренер із легкої атлетики.

## Біографія
Анатолій Ярош народився 26 жовтня 1952 року у місті Перевальську Ворошиловградської області Української РСР.
Займався легкою атлетикою у Ворошиловграді, перебував у добровільних спортивних товариствах «Авангард» та «Динамо».
Вперше заявив про себе на міжнародному рівні в сезоні 1973, коли увійшов до складу радянської збірної та виступив у штовханні ядра на чемпіонаті Європи в приміщенні в Роттердамі, де в заліку штовхання ядра посів 11-е місце.
У 1974 році виграв бронзові медалі на зимовому та літньому чемпіонатах СРСР у Москві, став п'ятим на чемпіонаті Європи у приміщенні у Гетеборзі.
Бувши студентом, 1975 року представляв Радянський Союз на Універсіаді в Римі — з результатом 19,11 завоював срібну нагороду, поступившись лише представнику Канади Бішопу Долегевичу.
У 1976 році здобув перемогу на зимовому чемпіонаті СРСР у Москві, показав четвертий результат на чемпіонаті Європи у приміщенні у Мюнхені, взяв бронзу на літньому чемпіонаті СРСР у Києві.
У 1977 році був найкращим на зимовому чемпіонаті СРСР у Мінську та у матчевій зустрічі зі збірною США в Сочі.
На чемпіонаті Європи 1978 року в Празі спочатку зайняв шосте місце, але після допінгової дискваліфікації срібного призера Євгена Миронова перемістився на п'яту позицію. На чемпіонаті СРСР у Тбілісі виявився четвертим (у зв'язку з анулюванням результату Миронова отримав бронзову нагороду).
1979 року на домашніх змаганнях у Ворошиловграді встановив свій особистий рекорд у штовханні ядра в закритих приміщеннях — 20,62 метра. Крім цього, виграв срібну медаль на зимовому чемпіонаті СРСР у Мінську, став п'ятим на чемпіонаті Європи у приміщенні у Відні, виграв бронзову медаль на чемпіонаті країни в рамках VII річної Спартакіади народів СРСР у Москві.
У лютому 1980 року переміг на зимовому чемпіонаті СРСР у Москві, тоді як у липні встановив особистий рекорд на відкритому стадіоні — 20,95 метра. Завдяки низці вдалих виступів удостоївся права захищати честь країни на літніх Олімпійських іграх у Москві — у фіналі штовхання ядра показав результат 19,93 метра, розташувавшись у підсумковому протоколі змагань на дев'ятому рядку. Також цього сезону додав у послужний список золоту нагороду, здобуту на літньому чемпіонаті СРСР у Донецьку.
Завершив спортивну кар'єру після закінчення сезону 1983.
Згодом виявив себе на тренерській ниві. Працював тренером у спеціалізованій дитячо-юнацькій школі олімпійського резерву Луганської обласної ради «Динамо» з легкої атлетики, у штатній команді МВС, у Школі вищої спортивної майстерності.